# Tetracnemus australiensis
Tetracnemus australiensis är en stekelart som först beskrevs av Girault 1915.  Tetracnemus australiensis ingår i släktet Tetracnemus och familjen sköldlussteklar. Inga underarter finns listade i Catalogue of Life.